# Bálint József (újságíró)
Bálint József (Oroszlámos, 1945. február 17. – Szeged, 2023. március 2. előtt) Táncsics Mihály-díjas (2002) újságíró, a Magyar Arany Érdemkereszt (2016) kitüntetettje.

## Életpályája
Az általános iskolát szülővárosában, a gimnáziumot Zentán, a Közigazgatási Főiskolát Újvidéken végezte el. Újságíróként 1969 májusában kezdett dolgozni az újvidéki Magyar Szó című napilapnál, majd pályafutását a szintén újvidéki Dolgozók című hetilapnál folytatta. A hetilap megszűnését követően alapító tagja volt a ma már legnagyobb példányszámban megjelenő vajdasági hetilapnak, a Családi körnek. Évekig ingázott Szeged és Zenta között. 
A délszláv válság kitörése után végleg átköltözött Szegedre és az 1990-es évek elején a Reggeli Délvilág című napilapnál helyezkedett el, miközben rendszeresen írt a Pesti Hírlap és az Új Magyarország című országos napilapoknak, valamint a Reform című hetilapnak és még néhány Budapesten megjelenő hetilapnak. Alapító tagja volt a Napi Magyarország című napilapnak, amely később fuzionált a Magyar Nemzettel, s végül ettől a napilaptól vonult nyugdíjba.

## Családja
Szülei Bálint Pál és Dósa Borbála voltak. 
1979-ben Szegeden kötött házasságot dr. Lantos Zsuzsanna fogszakorvossal.

## Díjai
- Táncsics Mihály-díj (2002)
- a Magyar Arany Érdemkereszt (2016)